# 羌塘雪兔子
羌塘雪兔子（学名：Saussurea wellbyi）为菊科风毛菊属的植物，为中国的特有植物。分布于中国大陆的青海、新疆、西藏等地，生长于海拔4,800米至5,500米的地区，一般生于山坡沙地、高山流石滩以及山坡草地，目前尚未由人工引种栽培。